# Kruittoren
Kruittoren (Krudttårnet) er et tårn i den hollandske by Nijmegen. Det blev opført i 1423 som en del af volden omkring byen, og er 30 meter højt. Det ligger i dag i Kronenburgerpark på parkvejen. I 1800-tallet blev tårnet overtaget af staten for at forhindre, at det blev revet ned.